# MGP Nordic 2007
MGP Nordic 2007 var en nordisk musiktävling för barn och ungdomar som hölls i Oslo, Norge den 24 november 2007. Finland debuterade detta år.

## Representanter
Det är två deltagare ifrån varje land. Antalet deltagare per land minskade förmodligen på grund av att Finland debuterar.

### Danmark
| Land    | Deltagare | Bidrag            | Hemmaplan |
| ------- | --------- | ----------------- | --------- |
| Danmark | Amalie    | Til solen står op | 1:a       |
| Danmark | Mathias   | Party             | 2:a       |

### Sverige
| Land    | Deltagare | Bidrag                    | Hemmaplan |
| ------- | --------- | ------------------------- | --------- |
| Sverige | SK8       | Min första största kärlek | 1:a       |
| Sverige | Vendela   | Gala Pala Gutchi          | 2:a       |

### Norge
| Land  | Deltagare         | Bidrag             | Hemmaplan |
| ----- | ----------------- | ------------------ | --------- |
| Norge | Celine            | Bæstevænna         | 1:a       |
| Norge | Martin & Johannes | Når vi blir berømt | 2:a       |

### Finland
| Land    | Deltagare      | Bidrag          | Hemmaplan |
| ------- | -------------- | --------------- | --------- |
| Finland | Sister Twister | Fröken Perfekt  | 1:a       |
| Finland | Linn Nygård    | En liten önskan | 2:a       |

## Poängtavla
|         |       | Telefonröster |         |      |  |  |
| Danmark | Norge | Sverige       | Finland |      |  |  |
|         |       |               |         |      |  |  |
| Mathias | X     | 5402          | 3168    | 2312 |  |  |
| Celine  | 4306  | X             | 3566    | 3486 |  |  |
| Vendela | 3548  | 3465          | X       | 4202 |  |  |
| Linn    | 2146  | 1133          | 3266    | X    |  |  |
|         |       |               |         |      |  |  |

## Slutresultat
1. Celine - Bæstevænna , 11 358 poäng
2. Vendela - Gala Pala Gutchi , 11 215 poäng
3. Mathias - Party , 10 882 poäng
4. Linn - En liten önskan , 6 545 poäng

Övriga deltagare kom på en delad femte plats.